# Витков (брдо)
Витков (чеш. Vítkov) је значајно брдо у Прагу. Налази се источно од самог центра града, између Карлина и Жижкова. На врх брда био је у време прве чехословачке републике постављен велики функционалистички споменик народне слободе са великом статуом Јана Жишке. После 1948. комунистичке власти су га променили ово у маузулеум првог председника „радничке класе“ - Клемента Готтвалда. Унутрар брда има неколико тунела - један железнички и један за пешаке. Око споменика на свим странима брда налази се данас парк и шума.